# Intel MCS-96

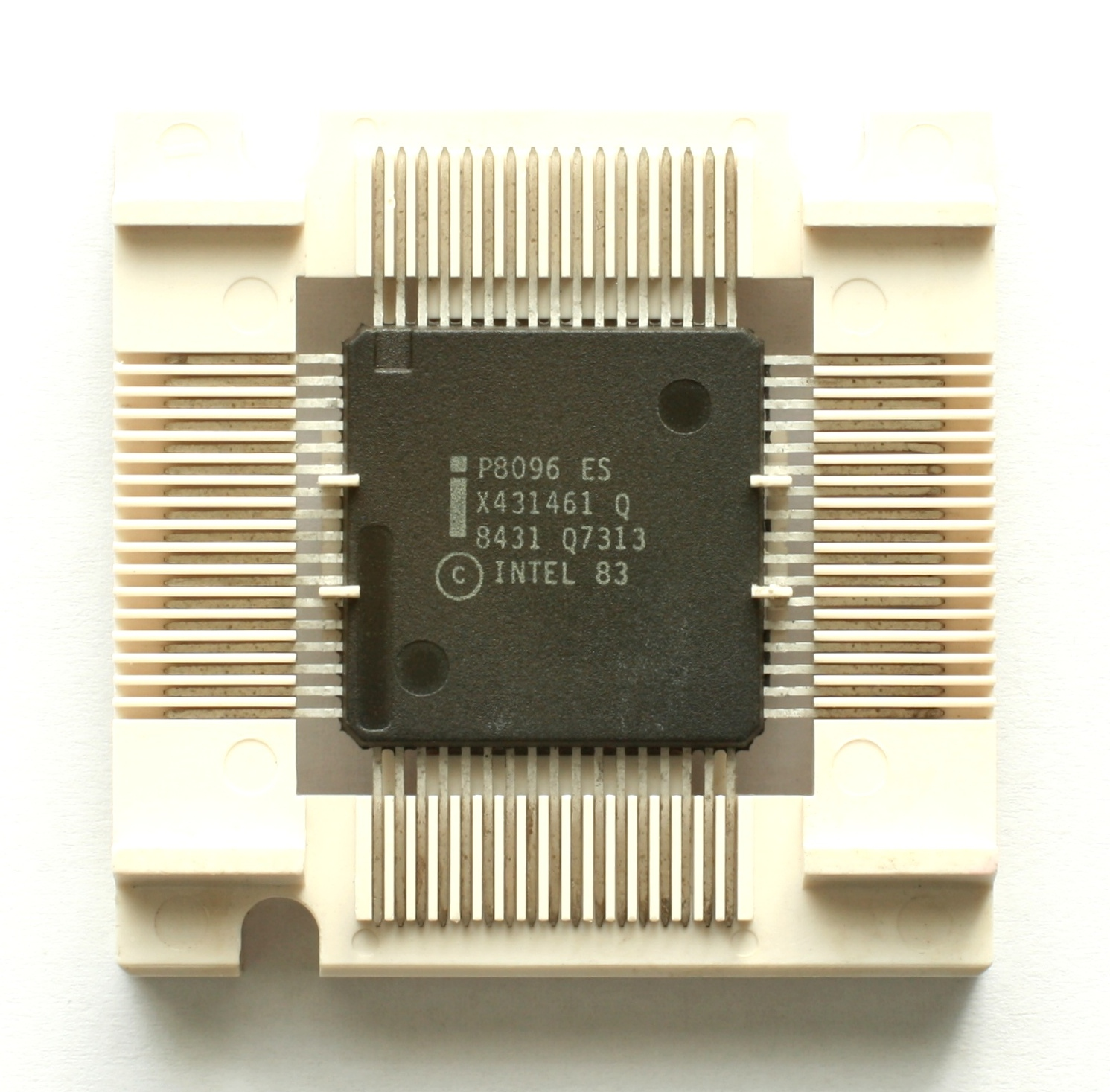
英特尔P8096

Intel MCS-96是嵌入式系统中常用的单片机（MCU）系列。該系列通常稱為8xC196系列或 80196，是該系列中最受歡迎的單晶片。這些單晶片通常用於硬盘驱动器、调制解调器、打印机、模式识别和电机控制。2007年，英特尔宣布停產整個MCS-96系列微控制器。英特爾指出「這些組件沒有直接替代品，很可能需要重新設計。”

## 历史

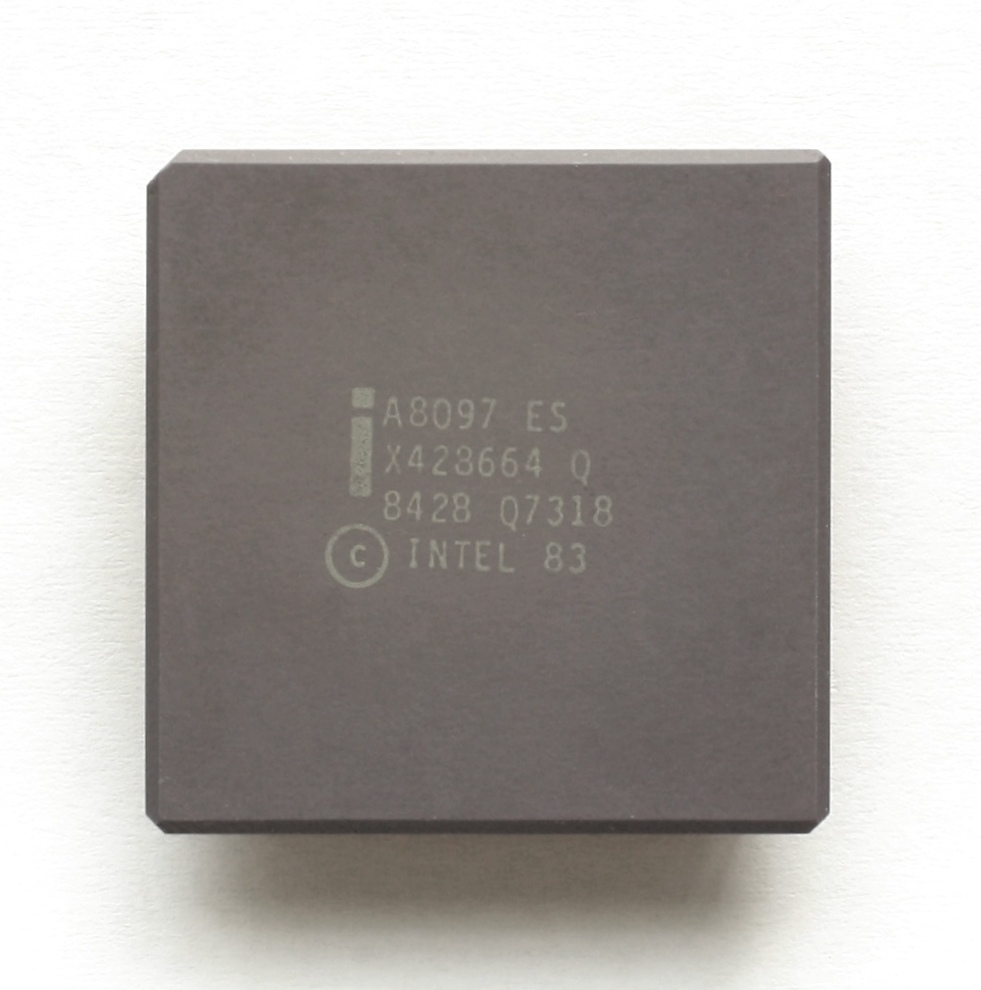
Intel A8097 CPGA

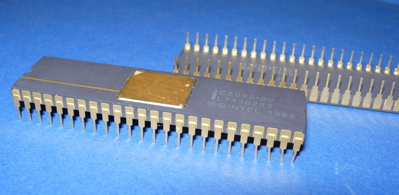
采用陶瓷DIP-48封装的Intel C8095

MCS-96系列最初是Intel 8061的商业衍生产品，Intel 8061是福特 EEC-IV引擎控制器系列中的第一個處理器。 8061和8096之間的差異包括記憶體介面匯流排，8061的M-Bus是「突發模式」匯流排，需要記憶體設備中的追蹤程式計數器。兩個部分的I/O週邊也存在相當大的差異：8061有8個HSI（脈衝測量）輸入、10個與HSI引腳完全分離的HSO（脈衝產生）輸出以及一個非取樣10位元ADC的通道數比8096 多。 EEC-IV和8096之間的許多差異源於共享引腳以減少I/O引腳數量，以支援將引腳用於更傳統的記憶體介面匯流排。 8096還具有8061所缺少的片上程式記憶體。
福特於1982年在科羅拉多斯普林斯創建了福特微電子工廠，以推廣EEC-IV系列、開發用於汽車的其他客製化電路以及探索砷化镓積體電路市場。該系列中的部件包括8065，它整合了一個記憶體控制器，使其能夠尋址1 MB的記憶體。
该系列微控制器为16位，但也有一些32位操作。处理器运行速度为16、20、25和 50 MHz ，並分為3個較小的系列。 HSI（高速輸入）/HSO（高速輸出）系列的工作頻率為16和20 MHz，EPA（事件處理器陣列）系列在所有频率下运行。
MCS-96系列的主要特性包括大型晶片記憶體、暫存器到暫存器架構、三個运算数指令、允許8位元或16位元匯流排寬度的总线控制器以及大块（256或更多）寄存器。

## 809x/839x/879x系列
809x/839x/879x IC是MCS-96系列的成员。尽管MCS-96认为是 8x196 系列，但8095是该系列的第一个成员。后来，8096、8097、8395、8396 和 8397 又添加到该系列中。
Intel 809x/839x/879x IC为12 MHz ，16位单片机，基于5 V 、3微米制程、HMOS工艺。该微控制器具有片上ALU 、4通道10位模数转换器（ADC）、8位脉宽调制器（PWM）、看门狗定时器、4个16位软件定时器、硬件乘法、除法以及8 KB片上ROM 。8095无ROM，具有5个8位高速I/O 、全双工串行端口，以及ADC输入和PWM输出。
8095采用48引脚陶瓷DIP封装，以及以下部件号变体。C8095-90

## 其他供应商
截至2021年，采用MCS-96架构的单片机仍在俄罗斯沃罗内什的NIIET生产，即1874系列集成电路。其中包括一个带有Spacewire接口的抗辐射设备，名称为1874VE7T（俄语：  1874ВЕ7Т）。  Cobham （原Aeroflex ）在2020年左右制造了另一种抗辐射MCS-96单片机。

## 相关
- Intel PL/M-96